# Ben Chrisene
Ben Chrisene, né le 12 janvier 2004 à Exeter en Angleterre, est un footballeur anglais qui évolue au poste d'arrière gauche à Norwich City.

## Biographie

### En club
Né à Exeter en Angleterre, Ben Chrisene est formé par le club local d'Exeter City.
Le 19 août 2020, Ben Chrisene signe en faveur de Aston Villa. Le joueur de 16 ans intègre dans un premier temps les équipes de jeunes du club.
Il joue son premier match en équipe première avec Aston Villa le 8 janvier 2021, lors d'une rencontre de FA Cup face à Liverpool FC. Il est titularisé et son équipe est battue par quatre buts à un. Quelques jours plus tard il signe un nouveau contrat avec les Villans.
Ben Chrisene est prêté par Aston Villa le 25 août 2022 au club écossais de Kilmarnock FC pour la durée d'une saison.
Le 5 janvier 2024, Chrisene rejoint Blackburn Rovers sous la forme d'un prêt jusqu'à la fin de la saison.
Le 30 juillet 2024, Ben Chrisene rejoint Norwich City. Il signe un contrat de quatre ans, soit jusqu'en juin 2028.
Chrisene marque son premier but pour Norwich le 21 septembre 2024, lors d'une rencontre de championnat face au Watford FC. Il entre en jeu à la place de Borja Sainz et participe à la victoire de son équipe par quatre buts à un. Il s'agit de la première victoire à domicile de la saison pour Norwich,.

### En sélection
Ben Chrisene représente l'équipe d'Angleterre des moins de 19 ans, jouant deux matchs en 2022.
Le 8 novembre 2024, Ben Chrisene est convoqué pour la première fois avec l'équipe d'Angleterre espoirs. Il joue son premier match avec cette sélection le 15 novembre 2024 contre l'Espagne en entrant en jeu à la place de James McAtee. Les deux équipes se neutralisent ce jour-là (0-0 score final).